# 佐賀県立伊万里高等学校
佐賀県立伊万里高等学校(さがけんりついまりこうとうがっこう, Saga Prefectural Imari High School)は、佐賀県伊万里市二里町大里甲に所在する公立の高等学校。通称「伊高」(いこう)。

## 校訓
- 「自律・創造・友愛」

### スローガン
みんなが主役 〜明日の伊高はあなたがつくる〜

## 校歌
- 作詞 - 片岡繁男
- 作曲 - 森脇憲三
  - 歌詞は3番まであり、3番に校名の「伊万里」が登場する。混声三部合唱になっている。

### 応援歌
- 伊万里高等学校第一応援歌 - 4番まであり、各番とも「ああ中原に鹿を追う伊高健児の意気高し」で終わる。伊高祭でよく歌われる。
- 伊万里高等学校第二応援歌 - 2番まである。

### 逍遙歌
- 作詞 - 片岡繁男
- 作曲 - 池田松洋
  - 次の3部構成になっている。
    - 1. 青春の歌 - 4番まである。
    - 2. 栄冠の歌 - 3番まである。
    - 3. 雑草の歌 - 4番まである。

## 学区・通学区域
- 佐賀県西部学区の高等学校である。
- 生徒の大抵は伊万里市又は有田町居住者だが、若干長崎県松浦市（特に旧福島町地区）からの越境通学、および佐賀県唐津市、佐賀県武雄市からの生徒が入学することもある。

## 沿革

### 概要
- 戦前の旧制中学（男子校）[1]と高等女学校が戦後の学制改革で統合されてできた学校であるが、高等女学校が先に開校していたため、創立年数は高等女学校の開校年を基準に数えられている。

### 年表

#### 伊万里高等女学校
- 1916年（大正5年）- 伊万里町立伊万里実科女学校が開校。 この年を基準に創立年数が数えられている。
- 1925年（大正14年）- 伊万里町外4ヵ村組合立伊万里実科女学校となり、修業年限を4年とする。
- 1928年（昭和3年）- 伊万里町外4ヵ村組合立伊万里高等女学校と改称。
- 1929年（昭和4年）- 県に移管され、佐賀県立伊万里高等女学校と改称。
- 1948年（昭和23年）- 学制改革に伴い、佐賀県立伊万里第二高等学校（女子校）となる。昼間定時制課程を併置。

#### 旧制伊万里中学校
- 伊万里商業学校の沿革に関しては、佐賀県立伊万里商業高等学校#沿革を参照。
- 1945年（昭和20年）- 伊万里商業学校が佐賀県立伊万里中学校（男子校）となる。
- 1948年（昭和23年）- 学制改革に伴い、佐賀県立伊万里第一高等学校（男子校）となる。

#### 新制伊万里高等学校
- 1949年（昭和24年）- 伊万里第一高等学校と伊万里第二高等学校を統合し、佐賀県立伊万里高等学校（男女共学、現校名）となる。
- 1950年（昭和25年）4月 - 定時制課程の商業科を設置。
- 1952年（昭和27年）4月 - 全日制課程の商業科を設置。
- 1953年（昭和28年）4月 - 商業科が佐賀県立伊万里商業高等学校として分離・独立。
- 1967年（昭和42年）- 二里町大里（現在地）の新校舎へ移転。
- 1985年（昭和50年）- 創立60周年記念事業として同窓会館が完成。
- 2005年（平成17年）- 創立90周年記念式典を挙行。
- 2015年（平成27年）-創立100周年記念式典を挙行。
- 2018年（平成30年）‐第90回記念選抜高等学校野球大会に「21世紀枠」として甲子園初出場。

## 学校行事
3学期制

### 1学期
- 4月 - 始業式・着任式、入学式、開校記念腰岳[2]登山
- 5月 - 後援会総会、西体連、1学期中間考査、地域ボランティア活動、生徒総会
- 6月 - 高校総体
- 7月 - 1学期期末考査、クラスマッチ、三者面談、夏季補習（特課）、吹奏楽コンクール
- 8月 - 学習会、夏季補習（特課）、体験入学

### 2学期
- 9月 - 伊高祭（文化の部・体育の部）
  - 1日目に文化祭を実施 - ステージ発表、展示、バザー等が行われる。
  - 2日目に体育祭を実施 - 出身中学校別に東西南北の4学友団（青・黄・赤・緑の4色）を結成し競う。
- 10月 - 2学期中間考査、クラスマッチ
- 11月 - コース説明会、校内読書会
- 12月 - 2学期期末考査、三者面談、冬季補習（特課）

### 3学期
- 1月 - 大学入試センター試験、2年スキー研修（北海道（年によっては北陸地方、東京）への修学旅行）
- 2月 - 大学入試
- 3月 - 学年末考査、卒業式、修了式

## 部活動

### 運動部
- 野球部
- ソフトボール部
- バスケットボール部
- サッカー部
- 陸上競技部

- 弓道部
- 剣道部
- 卓球部

- 水泳部
- ソフトテニス部
- テニス部(硬式)
- 駅伝部(陸上競技部中心)

### 文化部
- 吹奏楽部
- 理化・生物部 - 生物部が長年カブトガニ研究を行っている。
- 演劇部
- 茶・華道部

- 美術部
- 書道部
- 文芸部

- 家庭部
- 写真部
- 囲碁・将棋部

## 制服
- 男子 - 詰襟（カラーの取り付け）
- 女子 - ブレザー（リボン・ネクタイ無し）

## PTA組織
- 「後援会」と呼ばれている。
  - 会報誌 - 「笹尾台[3]の風」

## 同窓会
- 「伊万里高等学校富士同窓会」
  - 会報誌 - 「伊万里富士」- 腰岳[2]の別名。

## 著名な出身者
- 松尾剛 - NHKアナウンサー
- 藤本典征 - 元プロ野球選手、現プロ野球審判員※元パシフィック・リーグ審判部長
- 渡辺博敏 - 元プロ野球選手、元野球パキスタン代表監督 - 野球タイ王国代表監督
- 14代目酒井田柿右衛門 - 陶芸家、日本工芸会奨励賞・文部大臣表彰・佐賀新聞文化賞・有田町名誉町民・西日本文化賞受賞、勲三等旭日中綬章受章
- 15代目酒井田柿右衛門
- 不二子 - 女優・モデル
- 川本和久 - 福島大学人間発達文化学類教授、日本陸上競技連盟女子短距離部長、福島大学陸上競技部監督、ナチュリルアスリートクラブ監督、福島県体育協会優秀指導者賞受賞
- 伊万里すみ子 - 漫画家
- 岡部耕大 - 脚本家
- 小森陽一 - 漫画原作者、脚本家､監督
- 瀧廣祥子 - 山口朝日放送報道部記者、元サガテレビアナウンサー
- 深浦弘信 - 伊万里市長
- 塚部芳和 - 元・伊万里市長
- 金子和斗志 - アイ・ケイ・ケイ創業者・会長兼CEO
- 森戸裕一 - 日本デジタルトランスフォーメーション推進協会代表理事
- 門信一郎 - 京都大学准教授
- 岩永浩美 - 元参議院議員

## アクセス
- 最寄りの駅
  - MR松浦鉄道「川東駅」より徒歩約10分（約500m）
  - MR松浦鉄道・JR九州筑肥線「伊万里駅」より徒歩約20分（約1km）
- 最寄りの国道
  - 国道204号（唐津街道）

## 周辺
- 国見台公園・陸上競技場
- 佐賀県立伊万里実業高等学校農林キャンパス